# Óscar Razo
Óscar Francisco Razo Ventura (Irapuato, Guanajuato, 9 de abril de 1984) es un exfutbolista mexicano que jugaba como lateral izquierdo. 

## Trayectoria
Inició en las fuerzas básicas de Irapuato. En la Primera División A jugó para Irapuato y Pachuca Juniors.

### Veracruz
Debutó en la Primera División de México con los Tiburones Rojos de Veracruz el 2 de septiembre del 2006, enfrentando a San Luis FC en el Estadio Alfonso Lastras Ramírez, en partido correspondiente a la Jornada 6 del Apertura 2006; fue expulsado al minuto 41 del primer tiempo; los Auriazules ganaron 4-0. 

### Jaguares
De cara al Apertura 2007 fue fichado por Jaguares de Chiapas. Con los Naranjas, participó en 154 partidos y marcó 4 goles.

### Morelia
El 12 de diciembre del 2011, Morelia dio a conocer la llegada de Razo al conjunto Purépecha. 

### Atlas
El 3 de diciembre del 2012, los Rojinegros del Atlas anunciaron la incorporación de Óscar Razo.

## Clubes
| Club                | País   | Año       |
| ------------------- | ------ | --------- |
| Irapuato            | México | 2003-2004 |
| Pachuca Juniors     | México | 2004-2005 |
| Irapuato            | México | 2005-2006 |
| Veracruz            | México | 2006-2007 |
| Jaguares de Chiapas | México | 2007-2011 |
| Jaguares B (Cárnet) | México | 2007-2008 |
| Morelia             | México | 2012      |
| Atlas               | México | 2013-2014 |